# Spaniopsis marginipennis
Spaniopsis marginipennis är en tvåvingeart som beskrevs av Ferguson 1915. Spaniopsis marginipennis ingår i släktet Spaniopsis och familjen snäppflugor. Inga underarter finns listade i Catalogue of Life.